# Associatie van vetmuur en zilvermos
De associatie van vetmuur en zilvermos (Bryo-Saginetum) is een associatie uit het varkensgras-verbond (Polygonion avicularis).

## Naamgeving en codering
| Sagino procumbentis-Bryetum argentei Diem., Siss. & Westh. 1940 |
| Saginetum procumbentis Pass. 1964                               |

- Syntaxoncode voor Nederland (rVvN): r12Aa03

De wetenschappelijke naam Bryo-Saginetum is oorspronkelijk afgeleid van de botanische namen van twee belangrijke plantensoorten van de associatie; dit zijn zilvermos (Bryum argenteum) en liggende vetmuur (Sagina procumbens). Echter spelen er naast zilvermos nog ook tal van andere soorten uit het geslacht knikmos (Bryum) een aanzienlijke rol, zoals zodeknikmos, grofkorrelknikmos en geelkorrelknikmos. Hetzelfde geldt voor het geslacht vetmuur (Sagina); want naast liggende vetmuur zijn ook donkere vetmuur en uitstaande vetmuur diagnostisch voor de associatie.

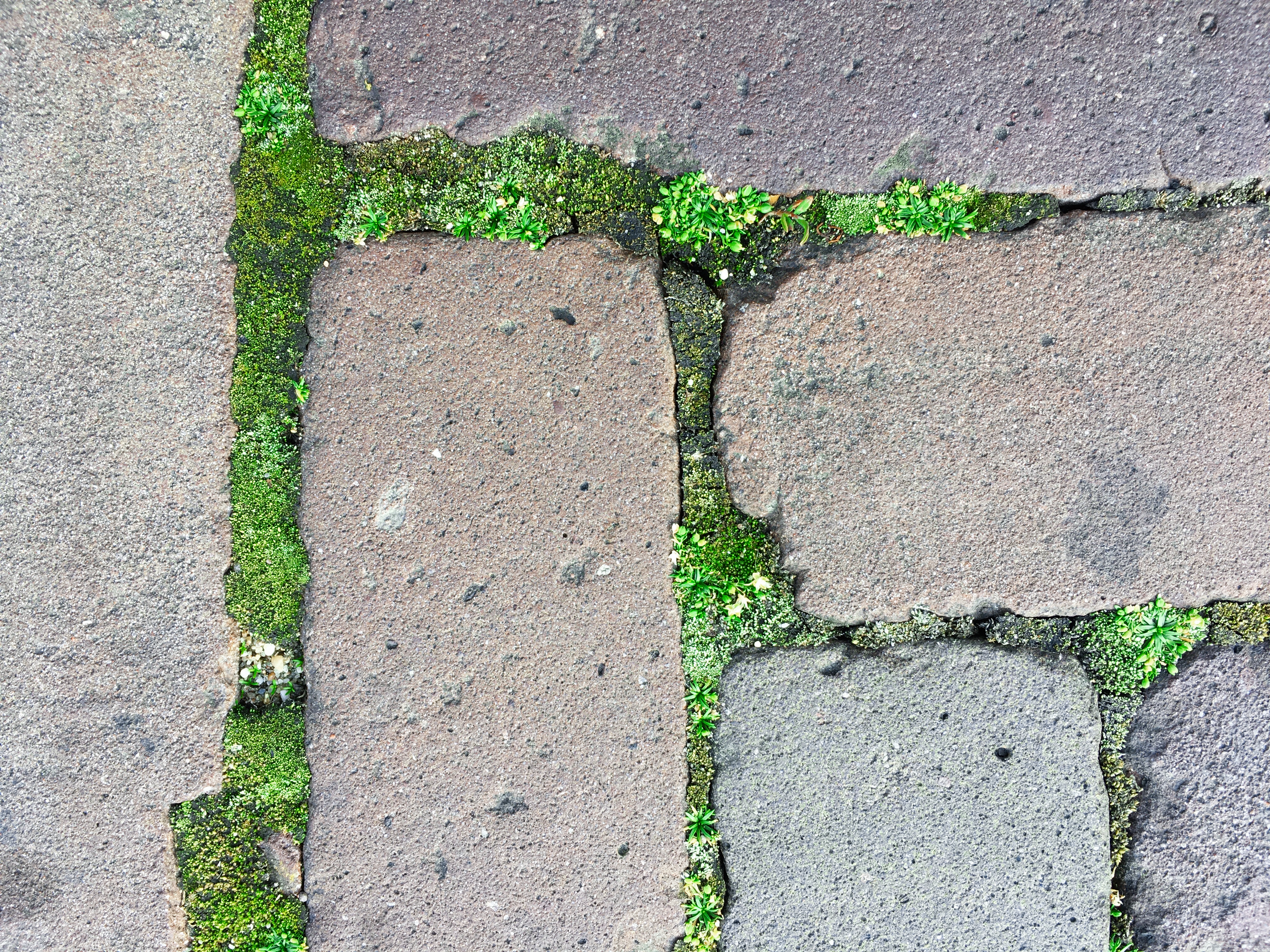
Een aspect van de associatie met onder andere de naamgevende planten: liggende vetmuur en zilvermos.

## Fysiognomie
Fysiognomisch is de associatie van vetmuur en zilvermos veelal goed gekarakteriseerd en gemakkelijk te herkennen. Ondanks dat het vegetatieaspect vrij variabel kan zijn, wordt het geraamte van de associatie altijd bepaald door laagblijvende, tredvaste kruidachtigen en topkapselmossen. Onder de vaatplanten groeien veel soorten vaak dicht tegen het substraat. In de meeste gevallen is de gemeenschap groenblijvend. Mossen en kleine, dicht tegen de grond gedrukte vaatplanten zijn dominant en aspectbepalend. In sommige grazige vormen van de associatie is er in de zomer of het najaar een strogeel aspect aanwezig.
De associatie kent een tamelijk eenvoudige symmorfologie. De vegetatiestructuur is opgebouwd uit een moslaag en een kruidlaag. De moslaag wordt gedomineerd door topkapselmossen. Vooral in de typische subassociatie kunnen ook levermossen en soms zelfs korstmossen uit de familie Collemataceae een aanzienlijk aandeel hebben.

## Ecologie
De associatie van vetmuur en zilvermos is een uitgesproken cultuurvolgende en zelfs urbanofiele tredgemeenschap. Het omvat pioniervegetatie die zich hoofdzakelijk ontwikkelt tussen de voegen van bestrating die vrij intensief wordt betreden of wordt bereden door voertuigen. Vooral in de voegen van bestrating met kasseien komt de associatie vaak goed tot ontwikkeling. Ook aan de randen van straatkolken en in scheuren en holten van elementenverharding kan de associatie zich ontwikkelen. De smalle strookjes aarde tussen de voegen zijn meestal eutroof tot meso-eutroof.
De associatie vormt een belangrijk habitat voor kleinsporig zilvermosschijfje. Zeer zelden is ook slijmige kleikorst aan te treffen, die echter meer voorkomt in de verwante smaragdsteeltjes-associatie.

## Subassociaties in Nederland en Vlaanderen
Binnen de associatie van vetmuur en zilvermos worden in Nederland en Vlaanderen twee subassociaties onderscheiden.

### Typische subassociatie

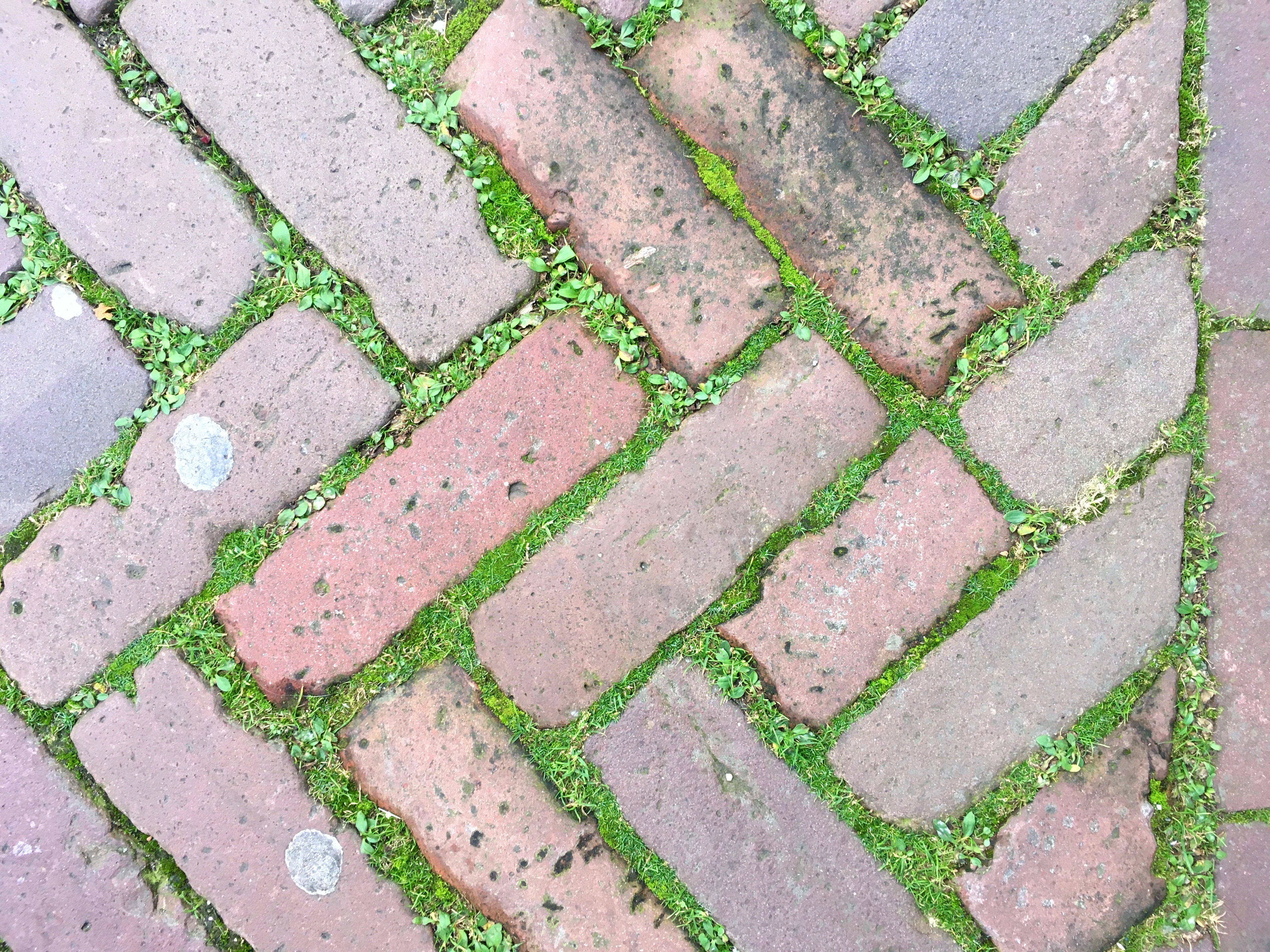
De typische subassociatie.

De typische subassociatie (Bryo-Saginetum typicum) is de meest vochtminnende vorm van de associatie, die tevens de meeste schaduw verdraagt.  Beide naamgevende taxa vinden in deze subassociatie hun hoogste bedekking. Binnen de associatie vinden de levermossen parapluutjesmos en halvemaantjesmos binnen deze subassociatie hun optimum. In het bijzonder zijn soorten van de verwante smaragdsteeltjes-associatie vaak veel aanwezig in deze subassociatie. De syntaxoncode voor Nederland (conform de rVvN) voor deze subassociatie is r12Aa03a.

### Subassociatie met liefdegras
Een subassociatie met liefdegras (Bryo-Saginetum eragrostietosum) komt voor op relatief drogere standplaatsen met meer zonlicht; het heeft een veel meer xerothermofiel karakter. Differentiërende taxa voor deze subassociatie zijn straatliefdegras, klein liefdegras, Canadese fijnstraal, zandhoornbloem, kaal breukkruid, gewoon langbaardgras, straatwolfsmelk, rode schijnspurrie, mosbloempje, harig vingergras en bleke hoornbloem. Het aandeel thermofiele en xerofiele soorten is beduidend hoger dan in de typische subassociatie. Vaak zijn soorten van de klasse van ruderale gemeenschappen aanwezig, die in deze subassociatie echter maar klein blijven. De syntaxoncode voor Nederland (conform de rVvN) voor deze subassociatie is r12Aa03b.

## Vegetatiezonering

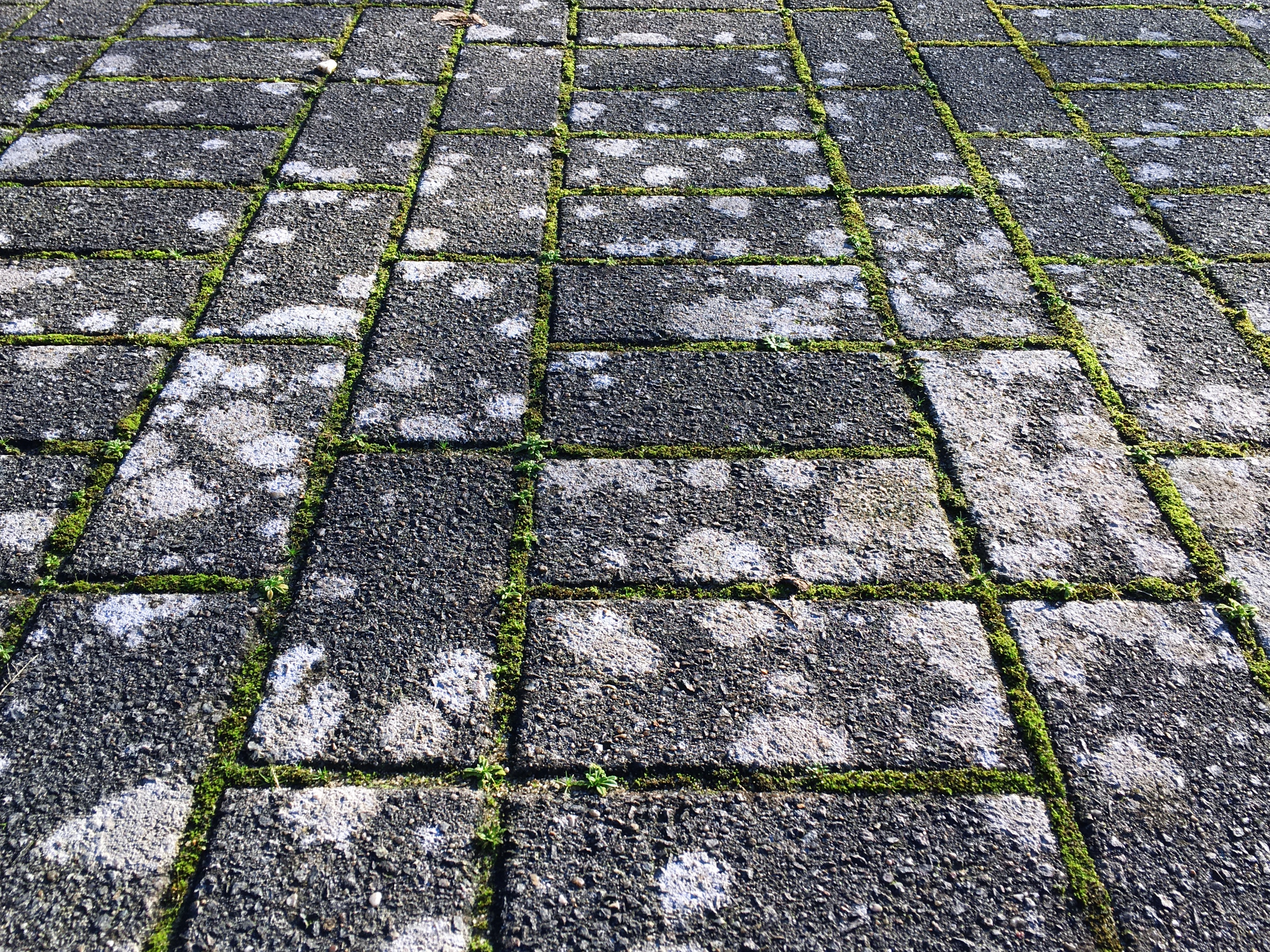
De associatie van vetmuur en zilvermos in een vegetatiemozaïek met de dambordjes-associatie.

De associatie van vetmuur en zilvermos kan in de vegetatiezonering met verscheidene vegetatietypen een contactgemeenschap vormen. Andere tredvegetatie uit de weegbree-klasse, waaronder vooral de associatie van Engels raaigras en grote weegbree en de associatie van varkenskers en schijfkamille komt vaak gezoneerd met de associatie voor. Uit andere klassen vormt de associatie van vetmuur en zilvermos opvallend vaak contactgemeenschappen met de smaragdsteeltjes-klasse (waarmee het veel diagnostische taxa gemeen heeft); in het bijzonder betreft het de smaragdsteeltjes-associatie.
Wanneer het plaveisel bij de typische subassociatie grenst aan een vochtige, beschaduwde muur, kan deze in contact staan met de tongvaren-associatie, waarmee de associatie enkele diagnostische taxa gemeen heeft. De subassociatie met liefdegras staat vaak in contact met de kruipertje-associatie.
De associatie van vetmuur en zilvermos komt zeer vaak voor in een vegetatiemozaïek met de dambordjes-associatie (Circinarietum contortae).

## Verspreiding
Het zwaartepunt van het verspreidingsgebied van de associatie van vetmuur en zilvermos ligt in de gematigde delen van Europa. In Nederland en Vlaanderen is de associatie zeer algemeen en komt aldaar in alle floradistricten voor, de grootste aaneengesloten oppervlakten heeft de associatie waarschijnlijk in het urbaan district.

## Bedreiging
De associatie van vetmuur en zilvermos is niet bedreigd en neemt door verstedelijking nog steeds toe.
Toch zijn er bedreigingen voor zowel de vestigingskansen als de kwaliteit van de associatie. Zo kan de associatie zich niet meer vestigen wanneer men cementvoegen aanbrengt in de voegen van plaveisel. Een soortgelijke bedreiging is het gebruik van grote tegels te gebruiken – waardoor er een kleiner oppervlakte aan voegen overblijft. Ook is het gebruik van herbiciden en mechanische onkruidbestrijding een bedreiging voor de associatie.

## Diagnostische taxa voor Nederland en Vlaanderen
In de onderstaande synoptische tabel vindt men per vegetatielaag de belangrijkste diagnostische taxa voor de associatie van vetmuur en zilvermos in Nederland en Vlaanderen.
Kruidlaag
| Diagnostiek       | Triviale naam          | Botanische naam             |
| ----------------- | ---------------------- | --------------------------- |
| associatiekentaxa | liggende vetmuur       | Sagina procumbentis         |
| associatiekentaxa | donkere vetmuur        | Sagina apetala              |
| associatiekentaxa | uitstaande vetmuur     | Sagina micropetala          |
| associatiekentaxa | stijf straatliefdegras | Eragrostis multicaulis      |
| associatiekentaxa | klein liefdegras       | Eragrostis minor            |
| verbondskentaxa   | gewoon varkensgras     | Polygonum aviculare         |
| verbondskentaxa   | schijfkamille          | Matricaria discoidea        |
| klassekentaxa     | straatgras             | Poa annua                   |
| klassekentaxa     | grote weegbree         | Plantago major subsp. major |
| begeleidende taxa | Engels raaigras        | Lolium perenne              |
| begeleidende taxa | harig vingergras       | Digitaria sanguinalis       |
| begeleidende taxa | groene naaldaar        | Setaria viridis             |
| begeleidende taxa | postelein              | Portulaca oleracea          |
| begeleidende taxa | kransgras              | Polypogon viridis           |
| begeleidende taxa | rode schijnspurrie     | Spergularia rubra           |
| begeleidende taxa | slaapkamergeluk        | Soleirolia soleirolii       |
| begeleidende taxa | gehoornde klaverzuring | Oxalis corniculata          |
| begeleidende taxa | kaal breukkruid        | Herniaria glabra            |
| begeleidende taxa | herderstasje           | Capsella bursa-pastoris     |
| begeleidende taxa | tengere rus            | Juncus tenuis               |
| begeleidende taxa | kransmuur              | Polycarpon tetraphyllum     |
| begeleidende taxa | straatwolfsmelk        | Euphorbia maculata          |
| begeleidende taxa | geribde wolfsmelk      | Euphorbia prostrata         |
| begeleidende taxa | vlinderstruik          | Buddleja davidii            |
| begeleidende taxa | fijn vedergras         | Nassella tenuissima         |
| begeleidende taxa | bleekgele droogbloem   | Gnaphalium luteoalbum       |

Moslaag
| Diagnostiek       | Triviale naam          | Botanische naam     |
| ----------------- | ---------------------- | ------------------- |
| associatiekentaxa | zilvermos              | Bryum argenteum     |
| begeleidende taxa | grofkorrelknikmos      | Bryum dichotomum    |
| begeleidende taxa | gewoon purpersteeltje  | Ceratodon purpureus |
| begeleidende taxa | zodeknikmos            | Bryum caespiticium  |
| begeleidende taxa | gewoon smaragdsteeltje | Barbula convoluta   |
| begeleidende taxa | geelkorrelknikmos      | Bryum barnesii      |

## Opnamemethodiek
De methodiek bij het maken van vegetatieopnamen van de associatie van vetmuur en zilvermos is voor een terrestrische vaatplantengemeenschap nogal afwijkend en kan problemen opleveren. Dit komt doordat bij het uitzetten van een vierkant proefvlak het plaveisel zelf geen onderdeel uitmaakt van de associatie (ondanks dat dit er ecologisch gezien absoluut bij hoort). Het daadwerkelijke proefvlak betreft dus uitsluitend het 'netwerk' van de voegen en spleten. Bij het maken van een vegetatieopname hiervan is het gangbaar om een bruto-oppervlakte te hanteren dat de vooraf uitgekozen (meetbare) oppervlakte van het vierkante of rechthoekige proefvlak omvat (1×1, 2×2, 1×2 of aangepast) en daarbinnen een geschatte netto-oppervlakte te hanteren dat enkel de voegen omvat. Bij het schatten van de bedekkingswaarden van de aanwezige soorten kijkt men enkel naar de bedekkingen die zij bereiken binnen de netto-oppervlakte. Het schatten van zowel de netto-oppervlakte als de bedekkingen van de soorten daarin kan lastig zijn, en is aanzienlijk moeilijker dan bij 'normale' proefvlakken.

## Beheer
De associatie van vetmuur en zilvermos is een gemeenschap die het best aansluit bij de functionele natuurvisie.

## Fotogalerij

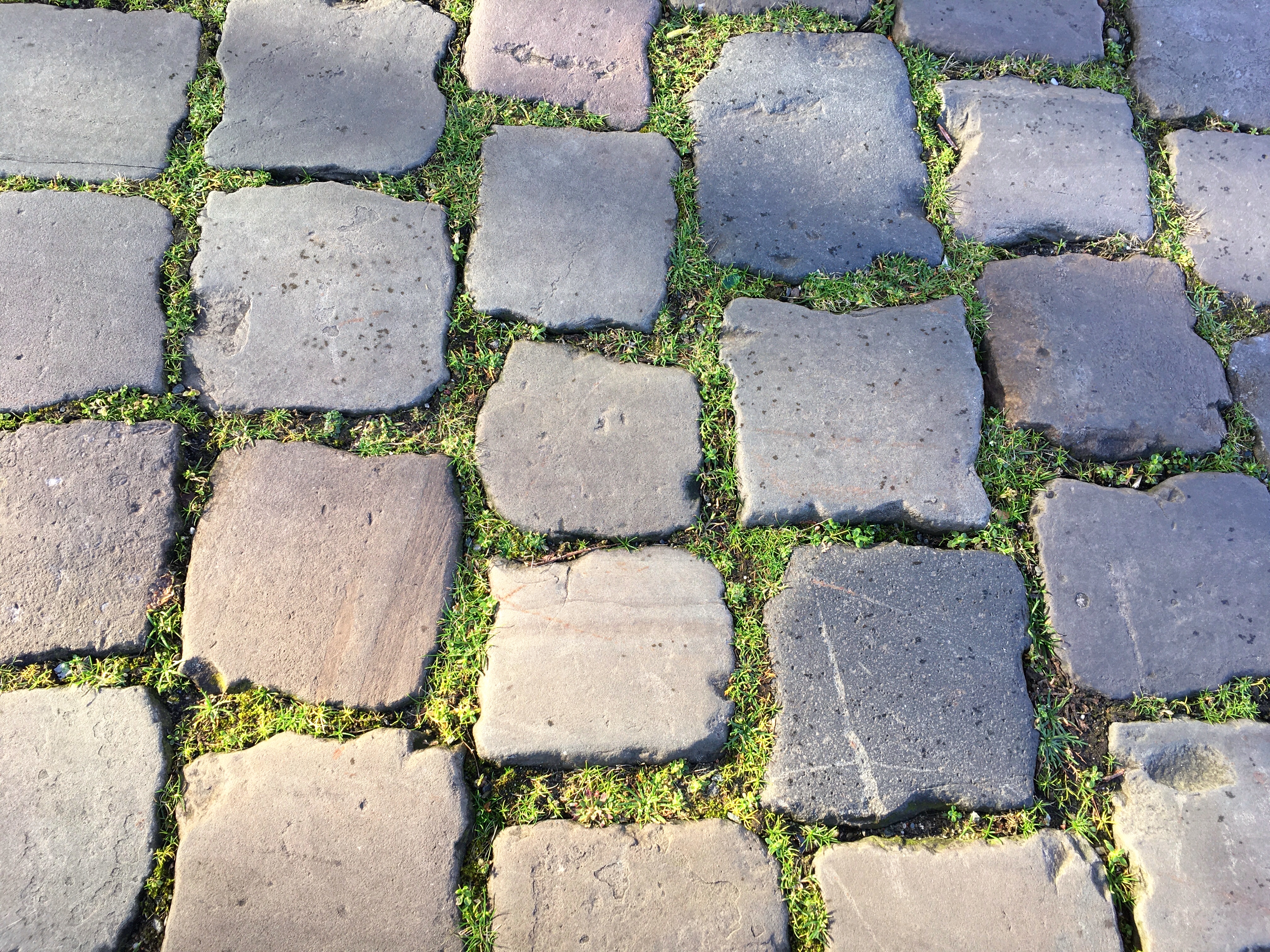
Een laat winteraspect van de typische subassociatie tussen kasseien van een stadsstoep.
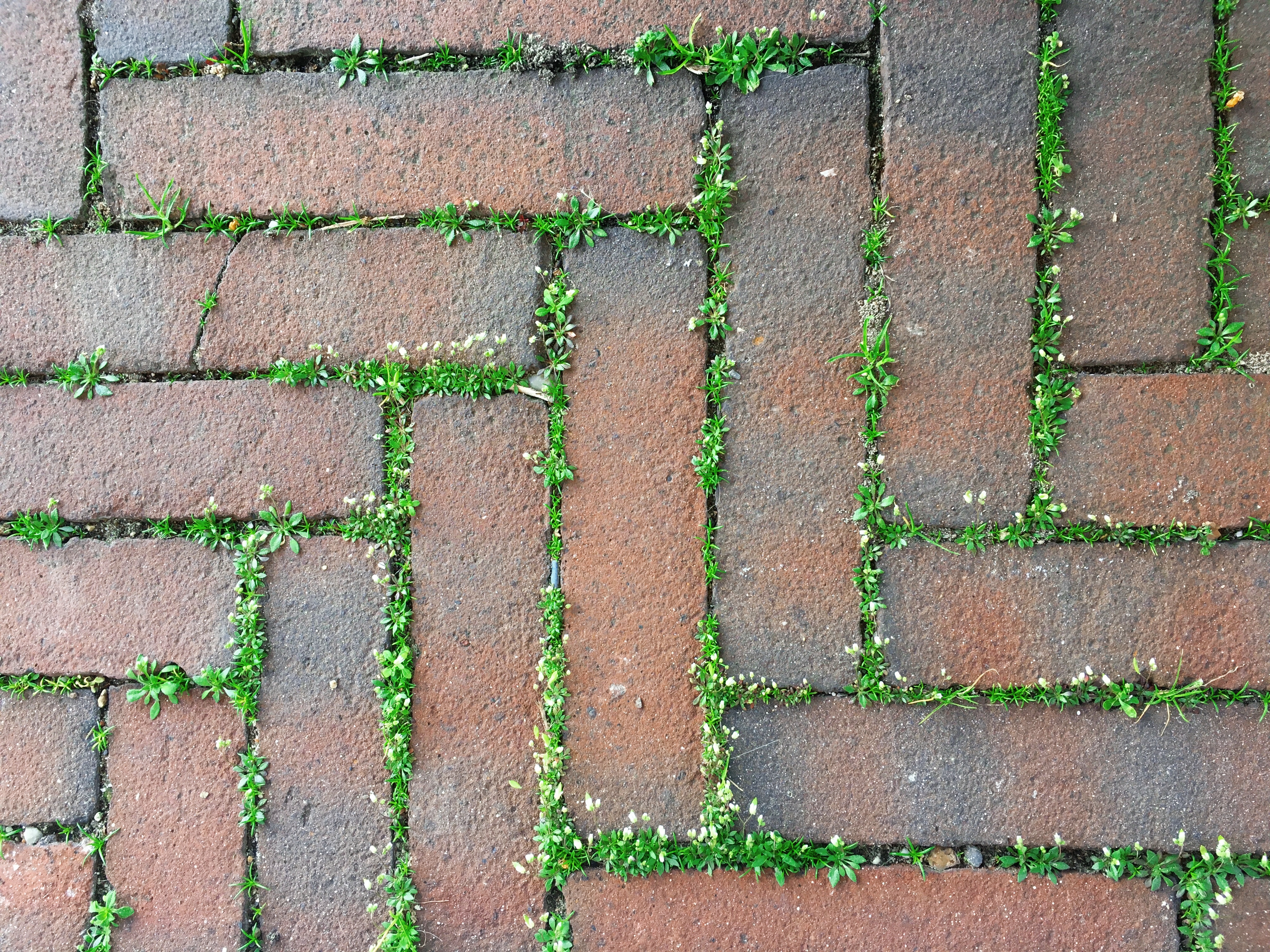
Een vroeg voorjaarsaspect van de associatie waarin vroegeling aspectbepalend optreedt.
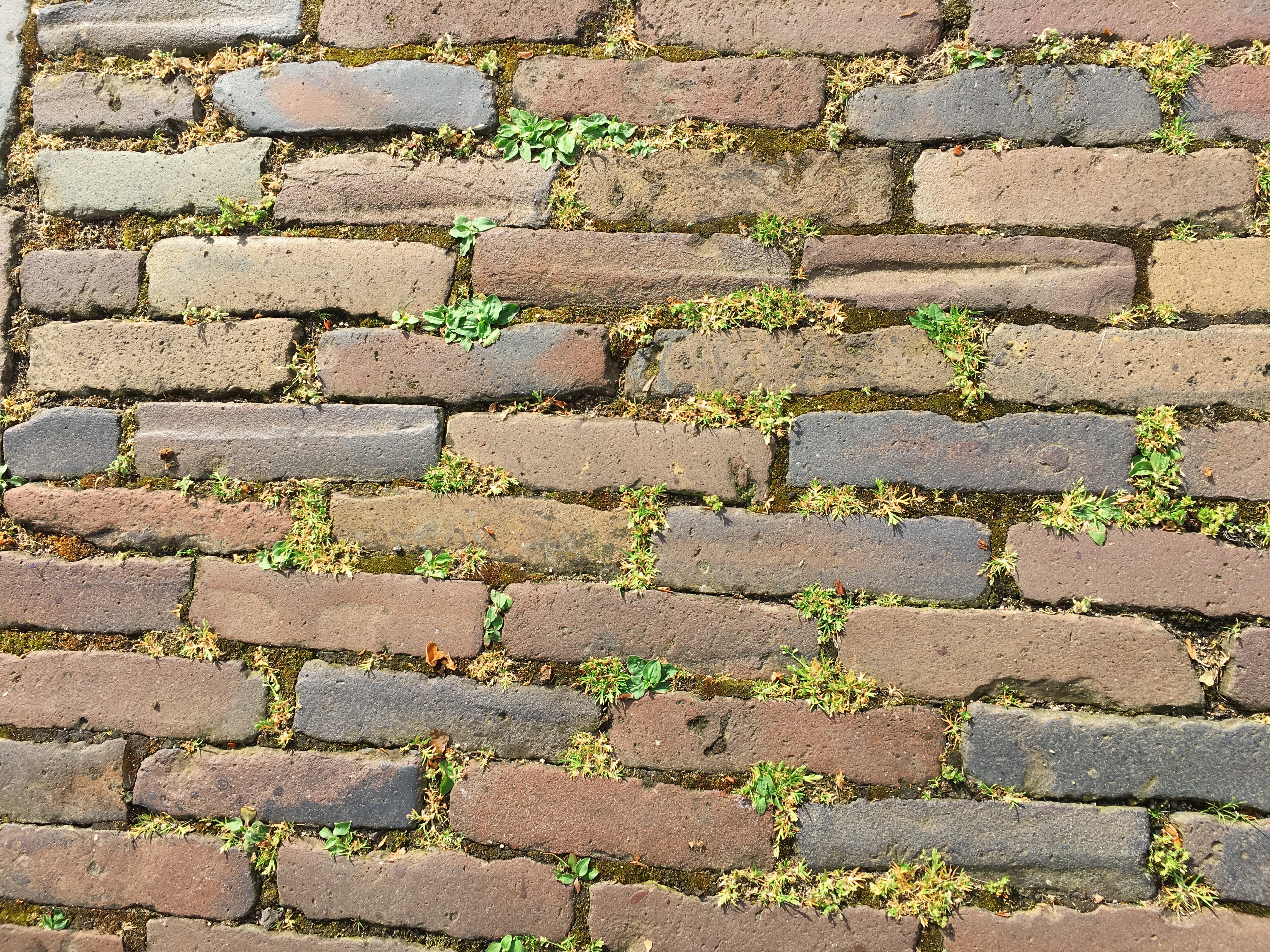
Een voorjaarsaspect van de subassociatie met liefdegras.
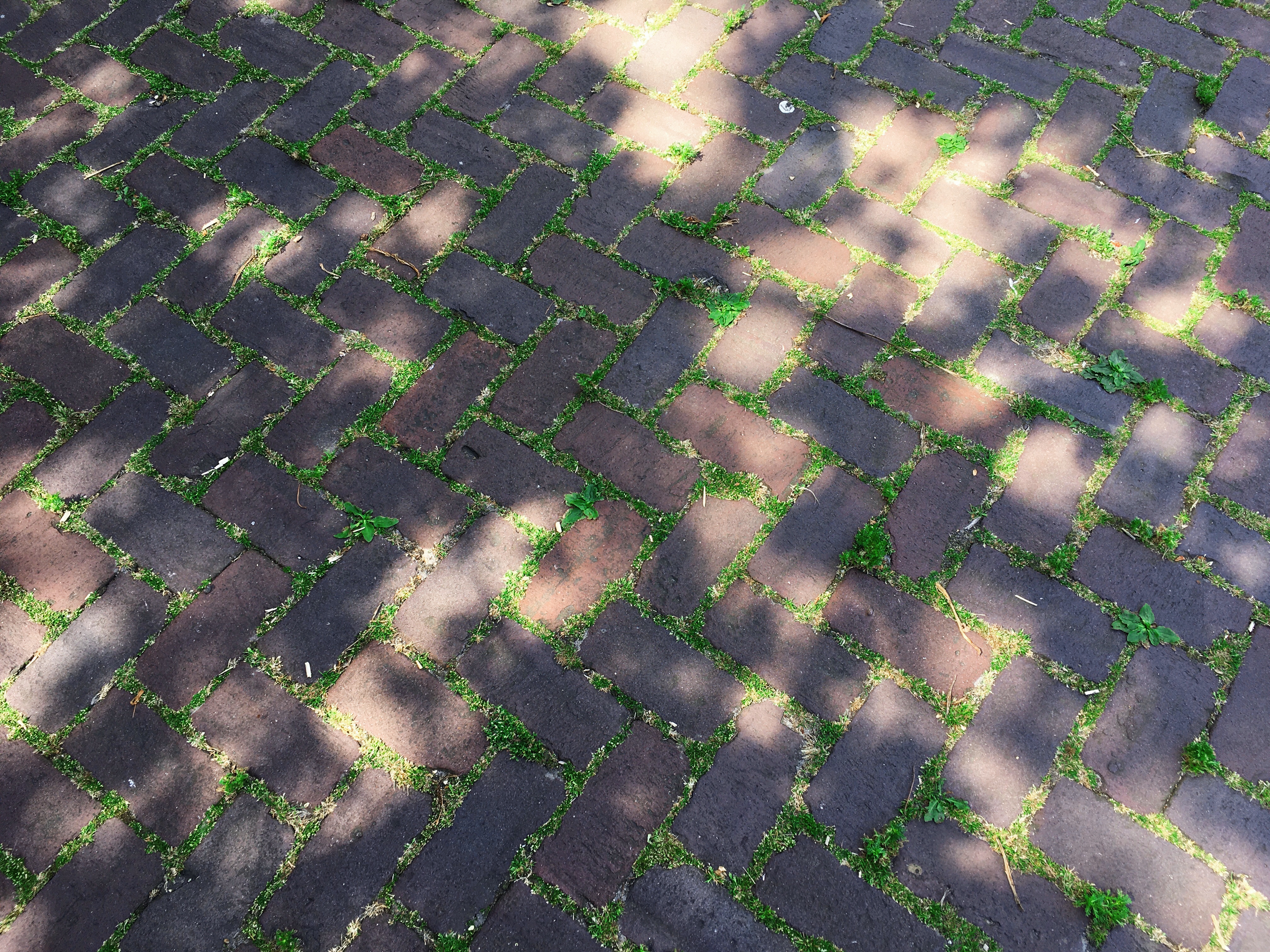
Een zomeraspect met plaveisel van met vrij brede klinkers.
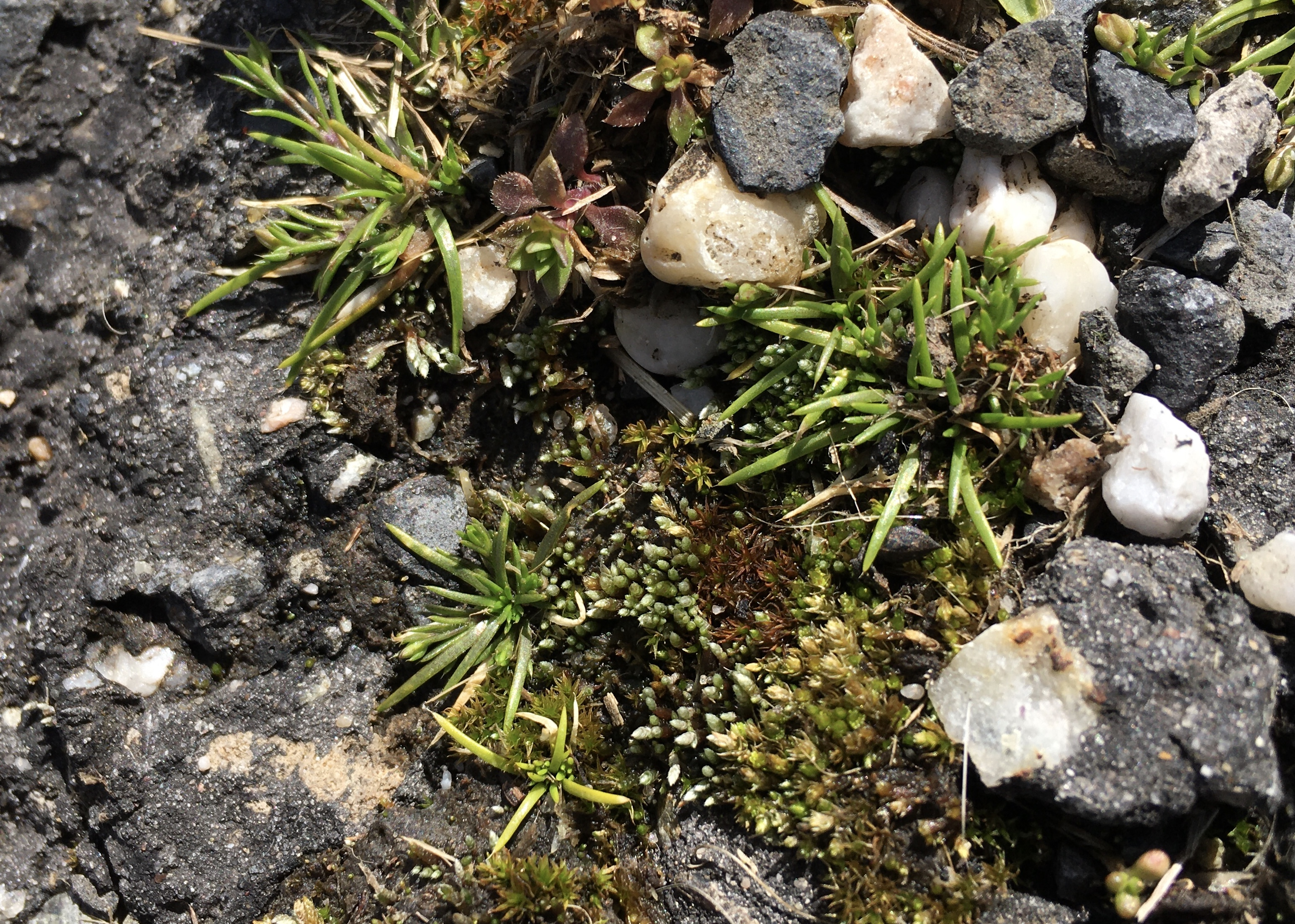
Close-up van de associatie in een scheur in een asfaltweg.
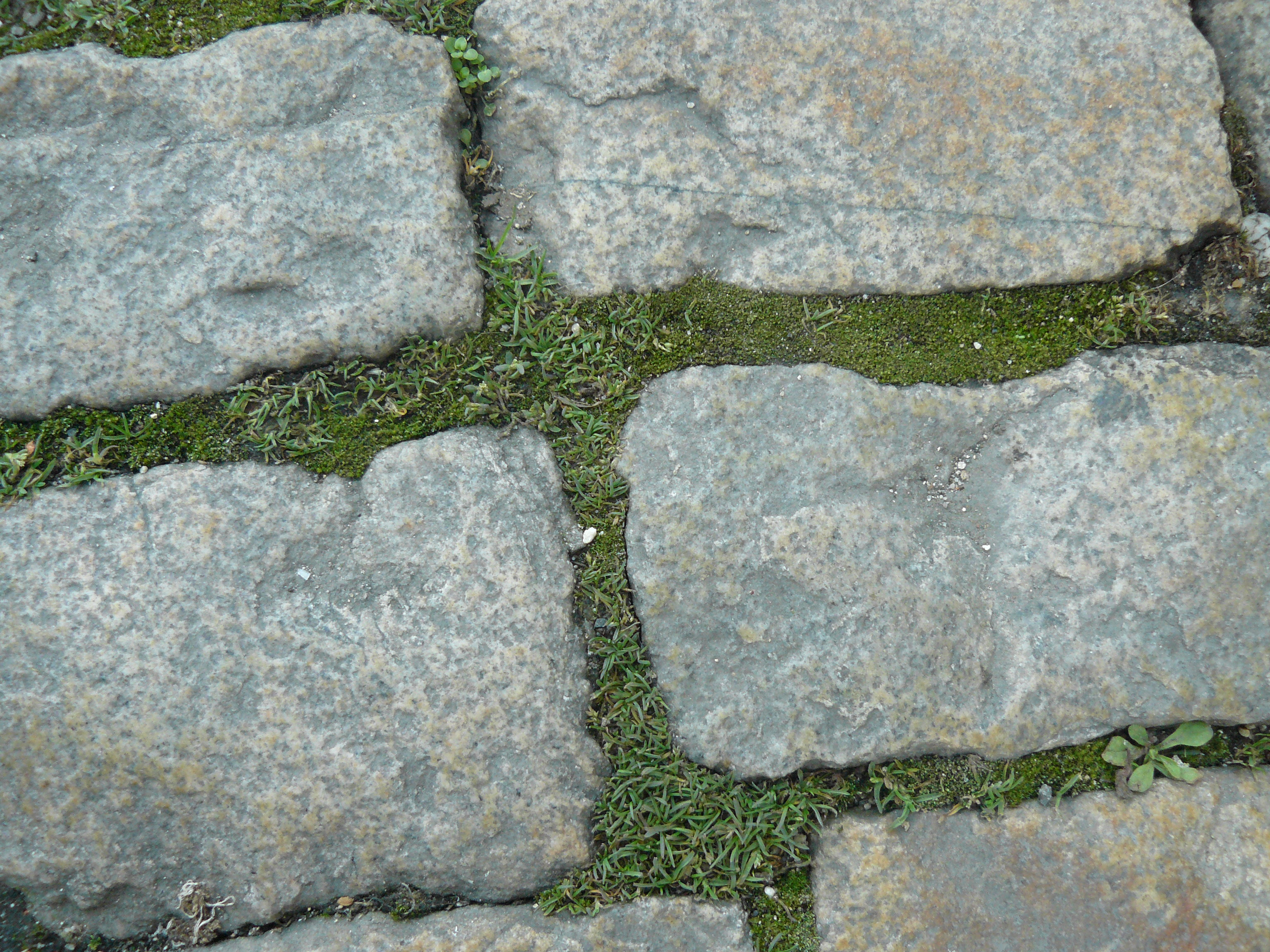